# Rio Somerset Creek
O rio Somerset Creek é um rio das Bahamas, na Ilha Andros.